# エピ射
圏論において、エピ射（epimorphism）、エピック射 (epic morphism)、あるいは全射 とは、右簡約可能（right cancelable）な射のことを言う。X から Y へのエピ射は X ↠ Y と表記される。
これは集合間の写像の意味での全射の抽象化であり、射が写像であり集合論的な意味で全射であれば圏論的な意味でエピ射であるが、逆は必ずしも成り立たない。例えば可換環の圏における整数環から有理数体への包含写像 Z → Q が反例となる。しかしながら、集合の圏や群の圏、環上の加群の圏などでは、圏論の意味での全射は集合論の意味での全射と一致する。

## 定義
圏論において射 f: X → Y がエピであるとは、すべての対象 Z とその任意の射 g1, g2: Y → Z に対して、
{\displaystyle g_{1}\circ f=g_{2}\circ f} ならば {\displaystyle g_{1}=g_{2}}
が成り立つということである。この性質を右簡約可能（right cancelable）性と呼ぶ。すなわち、エピ射とは右簡約可能性を持つ射のことを言う。

## 圏論的半順序
エピ射の右簡約可能性（right cancelable）を用いて圏上で半順序を定義することができる。
β1 : B → B1, β2 : B → B2 をそれぞれエピ射とする。エピ射間の半順序関係 β2 ≼ β1 が成り立つとは、エピ射 γ : B2 → B1 が存在し、 γ・β2 = β1 を満たすことを言う。
半順序関係とは、反射的（reflexive）かつ推移的（transitive）かつ反対称的（anti-symmetric）な関係を言うが、エピ射間の関係 ≼ は実際それらを満たす
（反射律）
β1 : B → B1 がエピ射であれば、β1 ≼ β1 である。
（推移律）
β1 : B → B1、 β2 : B → 2、 β3 : B → 3 をエピ射とし、β2 ≼ β1 かつ β3 ≼ β2 であるならば、β3 ≼ β1 である。
（反対称律）
β1 : B → B1、 β2 : B → B2 をエピ射とし、β2 ≼ β1 かつ β1 ≼ β2 であるならば、β1 ≅ β2 である。

## 用語
エピ射とモノ射の用語は最初ニコラ・ブルバキによって導入された。ブルバキはエピ射を全射関数（surjective function）の省略形として使用した。初期の圏論家は、モノ射が入射の正確な類推に非常に近いのと同じように、任意の圏においてエピ射は全射の正しい類推であると信じた。不幸なことにこれは間違いであった。強（strong）または正規（regular）なエピ射は普通のエピ射よりもより全射に近接した振る舞いを示す。ソーンダース・マックレーンはエピ射の間に区別を設けようとした。彼はエピ射は全射である集合写像を基礎に持つ具体圏における射であり、そしてエピック射（epic morphism）とは現代的な意味におけるエピ射であるとしようとしたが、この区別が普及することはなかった。
エピ射が全射と同一であるまたはより良い概念であると信じることはよくある間違いである。不幸なことにこれは稀なケースであるが、エピ射は非常に不思議で予期しない振る舞いをすることがあり、例えば、環のエピ射をすべて分類することは非常に難しい。一般にエピ射は、全射とは関連しているものの根本的に異なる、それ自身特有の概念である。